# Liên Tịnh Văn
Liên Tịnh Văn (tiếng Trung: 連靜雯, bính âm: LiānJìngWēn) là hoa đán của đài truyền hình Tam Lập, cô thuộc phái diễn viên thực lực và được mệnh danh là Nữ hoàng phản diện bởi cô luôn đảm nhân các vai diễn ác nữ nhưng lại vô cùng si tình và xinh đẹp.

## Phim tham gia

### Phim truyền hình
| Năm  | Đài truyền hình      | Tên phim                             | Vai diễn                      |
| ---- | -------------------- | ------------------------------------ | ----------------------------- |
| 1997 | Đài thị              | Tứ thiên kim                         | La An Giai                    |
| 1998 | Đài thị              | Nhất phẩm phu nhân chi ma quan       |                               |
| 1999 | Đài thị              | Tuyệt đại song kiều                  | Hải Hồng Quân                 |
| 1999 | Đại ái điện thị      | Khiên thủ                            |                               |
| 1999 | Trung thị            | Đạt ma sư tổ                         | Long Nữ                       |
| 2000 | Á thị                | Thiết hán hình cảnh                  | Phạm Đại Nhân                 |
| 2000 | Công thị             | Tiểu thảo đích thành trường nhật kí  |                               |
| 2000 | Công thị             | Tây liên                             | Lý Tố                         |
| 2001 | Công thị             | Tằng kinh                            | Thiên Thiên                   |
| 2001 | Đài thị              | Lưu manh giáo phụ                    | A Anh                         |
| 2002 | Đài thị              | Đài Loan anh hùng phủ đầu tướng quân | Thủy Liên                     |
| 2002 | Phim Đại lục         | Tự thị cố nhân lai                   | Xảo Khắc Lệ                   |
| 2002 | Trung thị            | Ngẫu tượng kịch bách phân            | Bách Mị                       |
| 2002 | Đại ái điện thị      | Tuý duyên                            |                               |
| 2002 | Tam lập              | Đài Loan phích lịch hoả              | Cao Thục Hoa                  |
| 2003 | Đông sâm hí kịch đài | Vạn gia tăng hoả                     |                               |
| 2003 | Tam lập              | Thiên địa hữu tình                   | Huỳnh Thiên Mĩ                |
| 2004 | Tam lập              | Đài Loan long quyển phong            | Lý Tâm Ninh                   |
| 2005 | Tam lập              | Kim sắc mã thiên sanh                | Lâm An Kì (Angel)             |
| 2006 | Tam lập              | Thiên hạ đệ nhất vị                  | Lý Nhã Phương                 |
| 2008 | Tam lập              | Chân tình khắp thiên hạ              | Liêu Sơn Sơn/Trần Sơn Sơn     |
| 2009 | Tam lập              | Tấm lòng cha mẹ                      | Thái Hữu Mỹ                   |
| 2010 | Tam lập              | Gia hoà vạn sự hưng                  | Lý Chính Nam/Trần Di Tịnh/Amy |
| 2010 | Đại ái điện thị      | Ngã đích uông ngã đích mỗ            | Lý Hoa Bồn                    |
| 2011 | Tam lập              | Tay trong tay                        | Thái Bội Trân                 |
| 2012 | Tam lập              | Thiên hạ nữ nhân tâm                 | Lưu Thế Mĩ                    |
| 2013 | Tam lập              | Thế gian tình                        | Phương Tư Dao                 |
|      |                      |                                      |                               |

### Phim điện ảnh
| Năm  | Tên phim             | Vai diễn   |
| ---- | -------------------- | ---------- |
| 2001 | Bách phận bách ái nễ | Tiểu Thanh |
| 2001 | Long Nhi             |            |
| 2002 | Lưu manh sư biếu     | Joan       |
| 2013 | Yếu nghĩa nhân sinh  |            |